# Concordato

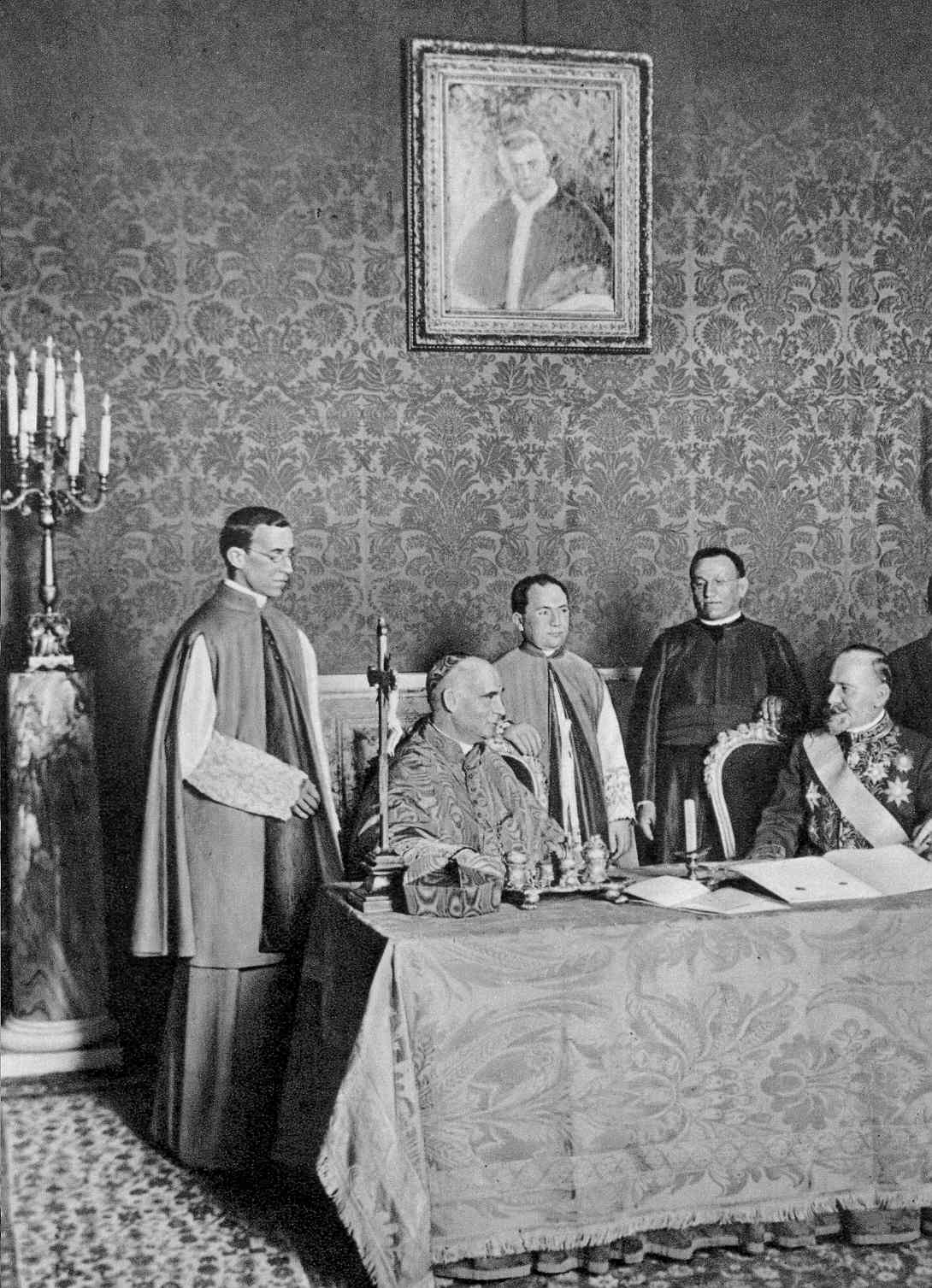
Il Segretario di Stato Vaticano, cardinale Merry del Val, ed il ministro straordinario del Regno di Serbia, Milenko Vesnić, firmano il 24 giugno 1914 il concordato tra Santa Sede e Serbia

Concordato è il nome dato ai trattati bilaterali che la Santa Sede stipula con altri stati per regolare la situazione giuridica della Chiesa cattolica in un determinato Stato del mondo.
La Santa Sede, in quanto soggetto di diritto internazionale, ha facoltà di stipulare accordi con le nazioni o le altre società politiche. Il Codice di diritto canonico del 1983 riconosce e non abroga le disposizioni del diritto concordatario (can. 3).

## Contenuto
Gli accordi prevedono reciproche concessioni per evitare possibili contrasti tra diritto civile e diritto canonico e riguardano ambiti sia religiosi che temporali. Agli Stati viene talvolta concesso un potere di veto sulla nomina di vescovi o la restrizione di alcune libertà di culto, mentre alla Chiesa possono essere riconosciuti privilegi economici (sussidi diretti o sostegno alle opere di culto) o particolari diritti per i fedeli laici o per il clero (quali la possibilità di obiezione di coscienza rispetto a leggi che impongano comportamenti contrari alla morale cattolica). 
Dopo il Concilio Vaticano II (1962-1965), e in particolare la sua approvazione di una Dichiarazione sulla Libertà Religiosa (Dignitatis Humanae), questo tipo di accordo giuridico formale ha visto evolvere il suo spirito e i suoi contenuti. Storicamente la Santa Sede ha stipulato concordati con tutti gli stati che lo hanno concesso, anche con quelli più ostili verso i cattolici o le religioni in generale.

## Concordati celebri
Alcuni dei concordati più celebri sono:
- Concordato di Worms (1122) tra papa Callisto II e l'imperatore del Sacro Romano Impero Enrico V, che conclude la Lotta per le investiture;
- Concordato di Vienna (17 febbraio 1448) tra Niccolò V e l'imperatore Federico III d'Asburgo, che regola i rapporti tra la Santa Sede e gli Asburgo;
- Concordato di Bologna (1516) tra papa Leone X e il re di Francia Francesco I;
- Concordato del 1727 con il regno di Sardegna;
- Concordato del 1741 con il regno di Napoli;
- Concordato del 1753 e Concordato del 16 marzo 1851 con il regno di Spagna;
- Concordato del 1778 con il regno del Portogallo (verrà sostituito il 23 giugno 1886);
- Concordato del 1801[2] e Concordato del 1813 tra papa Pio VII e Napoleone imperatore dei Francesi;
- Concordato del 3 agosto 1847 con lo zar di Russia Nicola I, sostituito dal Concordato del 23 dicembre 1882;
- Concordato del 1855 tra papa Pio IX e l'imperatore d'Austria Francesco Giuseppe, sostituito in Austria dal concordato del 5 giugno 1933;
- Concordato del 10 febbraio 1925 con la Polonia, originato dalla riconquistata indipendenza di questa, sostituito dal concordato del 28 luglio 1993;
- Concordato del 1929, parte dei Patti Lateranensi, stipulato dal cardinale Pietro Gasparri, Segretario di Stato della Santa Sede, e dal Capo del Governo Benito Mussolini; riconosciuto dalla Repubblica Italiana, che l'ha sostituito con l'Accordo di Villa Madama del 1984 (vedi infra);
- Concordato del Reich (1933) con il Terzo Reich di Adolf Hitler, che mise fine ai vari concordati stipulati con gli stati tedeschi a partire dal 1817 e che sarà gradualmente sostituito da accordi con i singoli Stati federati della Germania (Länder) nella Repubblica Federale Tedesca;
- Concordato del 7 maggio 1940 con il Portogallo di António de Oliveira Salazar, che sostituì il Concordato del 23 giugno 1886 e fu sostituito dal concordato del 18 maggio 2004;
- Concordato del 27 agosto 1953 con la Spagna di Francisco Franco, sostituito dai quattro accordi del 3 gennaio 1979 dopo il ritorno di questa alla monarchia costituzionale democratica;
- Accordo di Villa Madama stipulato il 18 febbraio 1984 con la Repubblica Italiana. L'Accordo, firmato dal cardinale Agostino Casaroli, Segretario di Stato della Santa Sede, e dal Presidente del Consiglio Bettino Craxi, sostituisce il Concordato del 1929 (è invece rimasto in gran parte inalterato il trattato lateranense del 1929, che regola indipendenza e sovranità della Santa Sede in campo internazionale).

## Situazione attuale
Esistono e sono tuttora in vigore concordati nei seguenti Paesi Concordatari a maggioranza cattolica: Italia, alcuni stati federali della Germania, Austria, Malta, Ungheria, Spagna, Slovacchia, Polonia, Lituania, Filippine, Argentina, Brasile, Portogallo, Irlanda, Andorra, Nicaragua, Colombia, Repubblica Dominicana, alcuni cantoni della Svizzera.
Le Costituzioni di alcuni Stati, quali ad esempio gli Stati Uniti d'America, vietano di stipulare concordati. Analoga situazione si registra in Francia, dove la Legge di Separazione del dicembre 1905 vieta di riconoscere concordati.